# خارطة النجوم

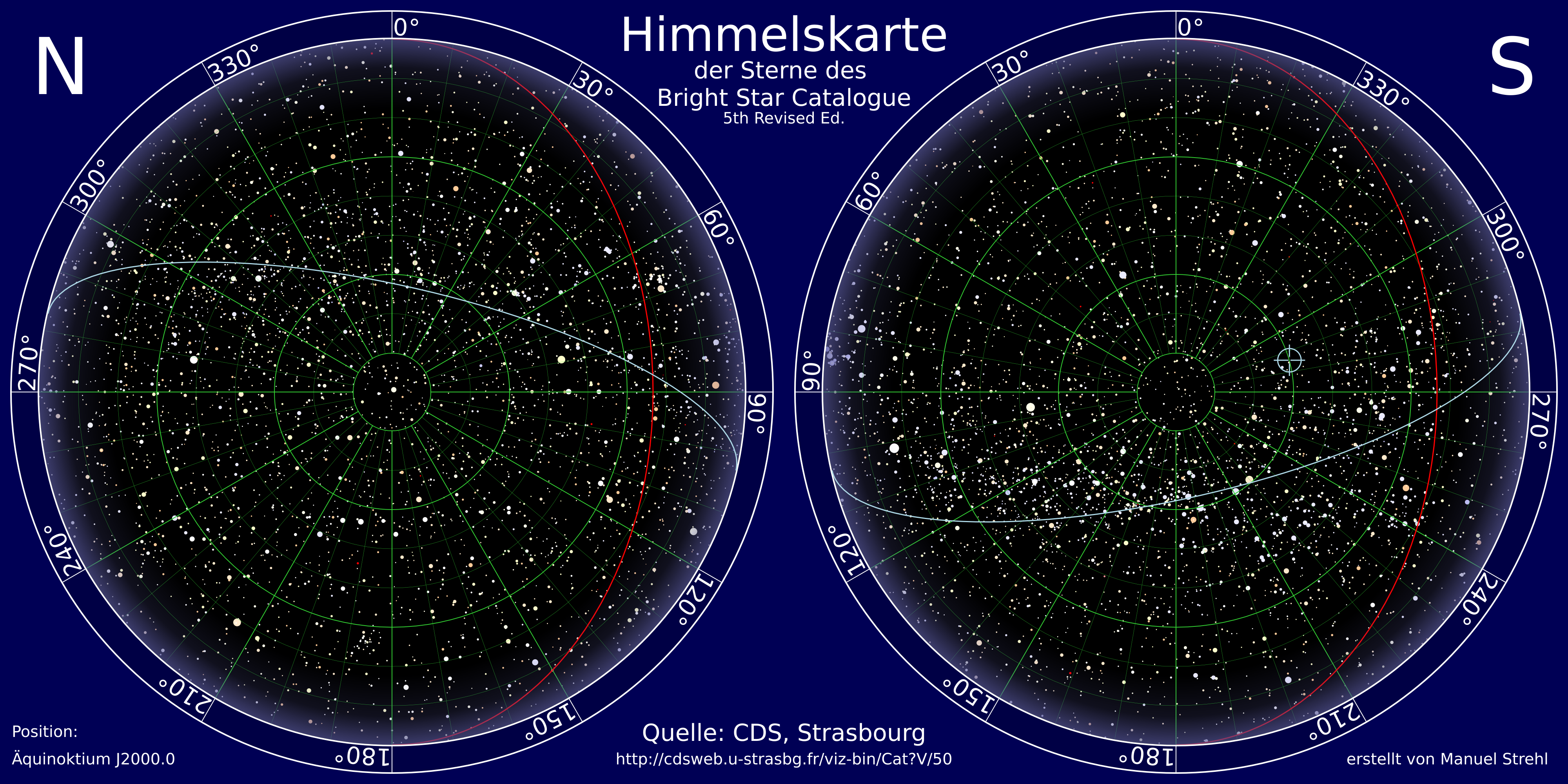
خريطة الكرة السماوية: مواقع النجوم طبقا لكتالوج Bright Stars Catalogue الطبعة الخامسة، القبة السماوية الشمالية (يسار) والقبة السماوية الجنوبية (يمين). الطريق اللبني يبدو واضحا عبرهما مع خط الاستواء السماوي.

خارطة النجوم (بالإنجليزية: Star chart) هي خريطة توضح مواقع النجوم والكوكبات في القبة السماوية. وفي أغلب الأحوال توضح في نفس الوقت قدر لمعان النجوم.
عندما تجمع مجموعة من خرائط النجوم وتسجل فيها كل نجوم السماء فهي تشكل «أطلس نجوم». كانت الخرائط القديمة تهتم فقط بنصف الكرة السماوية الشمالية؛ أما في العصر الحديث فتوجد خريطة لنصف القبة السماوية الشمالية وخريطة أخرى فيها نصف القبة السماوية الجنوبية.
في أوساط المهتمين بعلم الفلك وهواة الفلك تصدر كل شهر «خارطة النجوم لشهر يونيو (حزيران)» مثلا أو لشهر يوليو (تَمّوز) أو غيرها، حيث تتغير مواقع النجوم والكوكبات في القبة السماوية نظرا لدوران الأرض حول الشمس.

## خرائط سماوية تاريخية

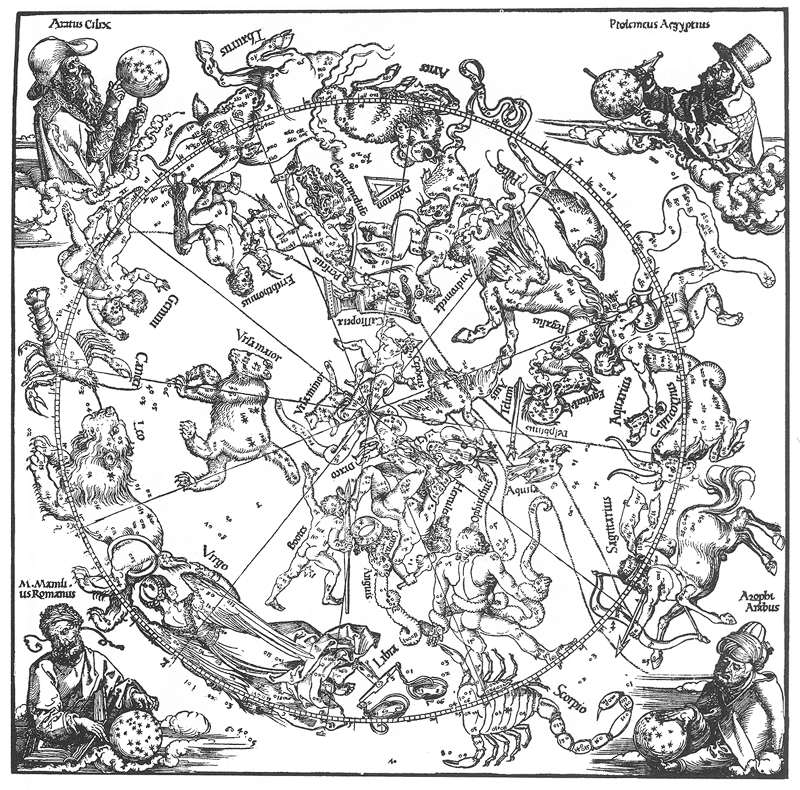
خريطة منحوتة على الخشب ل"ألبرت دورر" الفنان الألماني من عام 1515. وهي تبين نصف الكرة السماوية الشمالية وموزعة فيها الإثنتي عشر كوكبة ، بالإضافة إلى الأركان التي يشغلها 4 علماء فلكيون مشهورون: أراتوس سيليكس ، وبطليموس المصري ، ماركوس مانيليوس ، وعبد الرحمن الصوفي.

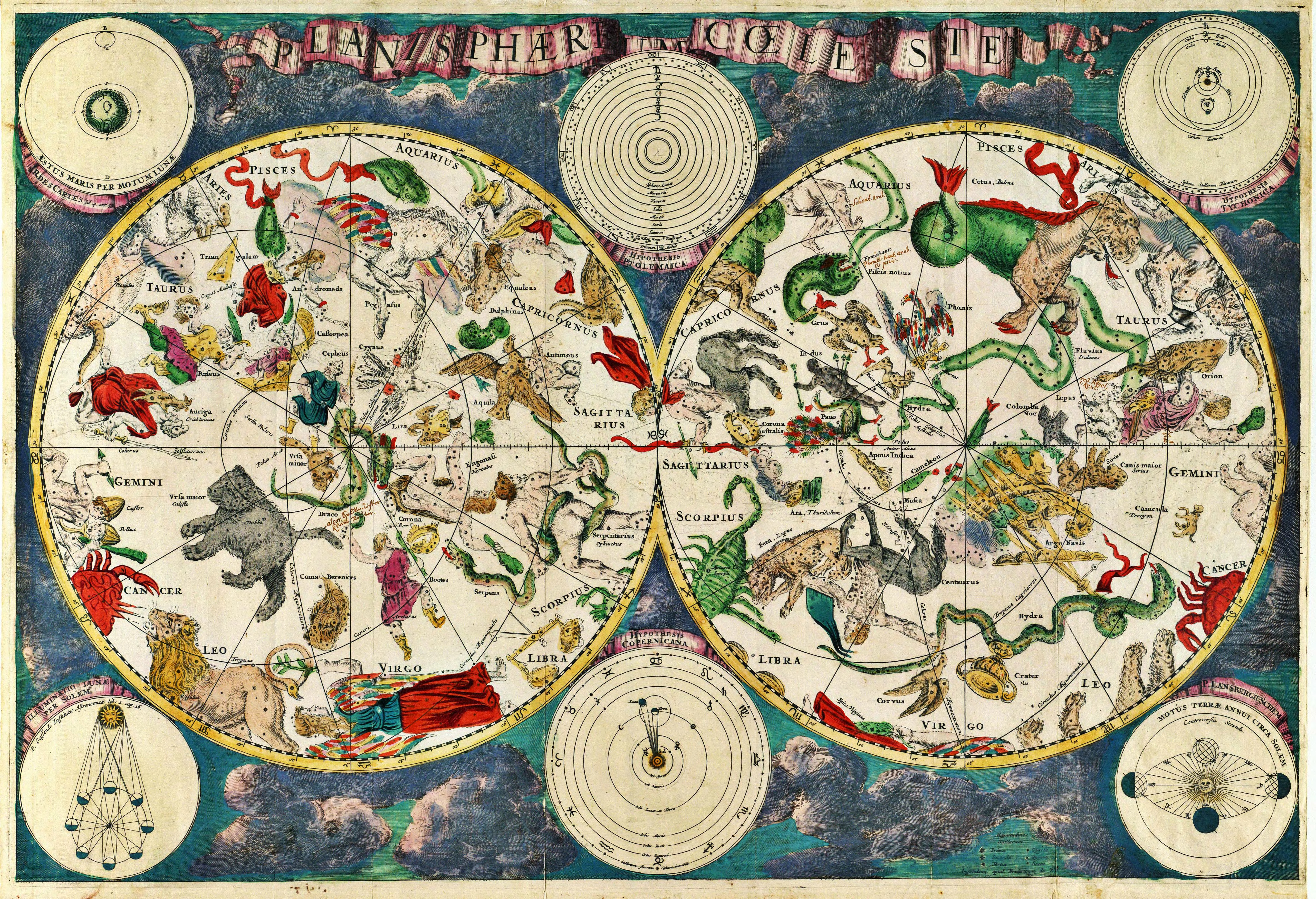
خارطة نجوم من القرن 17, من الهولندي «فريدريك دي فيت».

استمر استخدام خرائط سماوية مأخوذة عن خرائط قديمة من عهد الإغريق، وضعها الفلكي المصري بطليموس، وبيانات أخرى من هيباركوس (الذي ضاع فهرسه خلال العصور الوسطى في الغرب) وعرف العرب بعد فتح مصر فهرس بطليموس الذي عاش في الإسكندرية قبل مولد المسيح، كما احتفظت بفهرسه دولة الروم. ثم جاء عصر النهضة في أوروبا وبدأ فلكيون مثل تيخو براهي (1546 -1601) وغيره بقياس مواقع النجوم في القبة السماوية وتسجيلها في مواقعها الحديثة.
وتتابع بعد ذلك رسم الخرائط الفلكية مع مطلع القرن السادس عشر. وتطور تمثيل السماء من علماء وفنانين، حتى نشر كتالوج ج. إي. وهو الاطلس المسمى «أورانوغرافيا» Uranographia. وهذا الأطلس كان مكونا من 20 خارطة بمساحة 103 سنتيمتر في 70 سنتيمتر، وأصبح حاليا الأطلس من الحجم الكبير. وكانت اللوحات مرسومة على معدن النحاس وحفرت عليها نجوم كثيرة ووضعت الكويكبات في مواقعها بطريقة دقيقة، وهي تسجل نحو 17.000 جرم سماوي.
ولكن بسبب كثرة الأجرام بدأ الفلكيون يشكلون الكوكبات بالاكتفاء بتوصيل خطوط بين النجوم الرئيسة لكل كوكبة. ولا ينشر منها في الوقت الحاضر سوى خرائط يستخدمها هواة الفلك في مجلات عن علم الفلك، تنشر بعضها شهريا في بعض البلاد، مثل ألمانيا (مثل مجلة Astronomie heute). ولا علاقة باشكال الكويكبات في القبة السماوية بعلم التنجيم الخرافي الذي لا صلة له بالعلم، فهناك فرق بين علم الفلك وعلم التنجيم.

## صور خرائط نجوم تاريخية

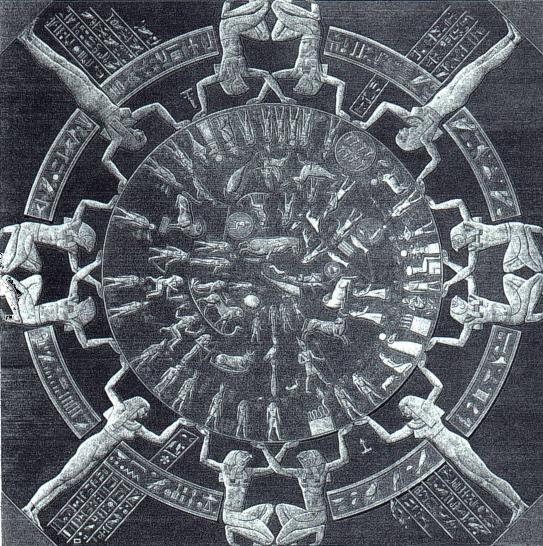
خارطة السماء من معبد دندرة بمصر القديمة، من القرن الأول قبل الميلاد.

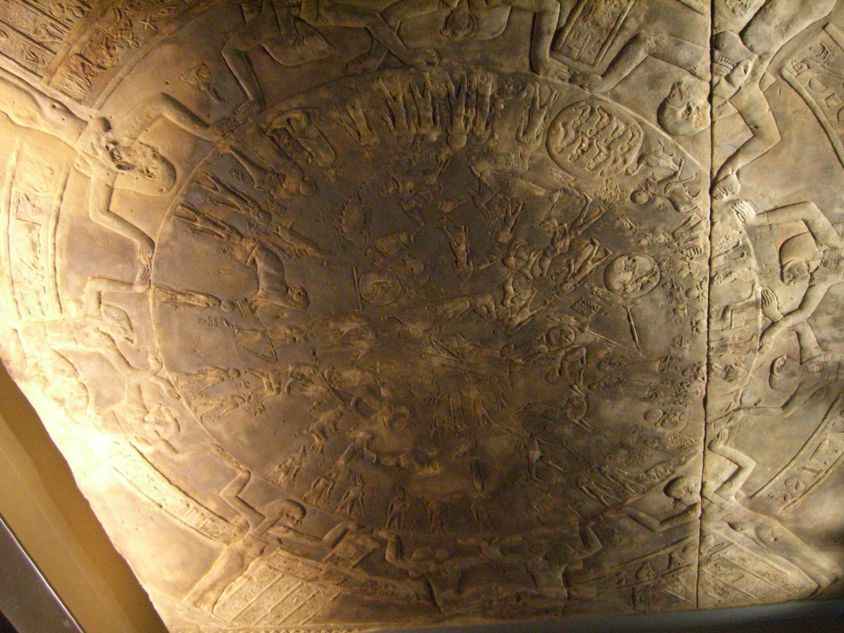
خارطة معبد دندرة المصرية القديمة ،بمتحف اللوفر
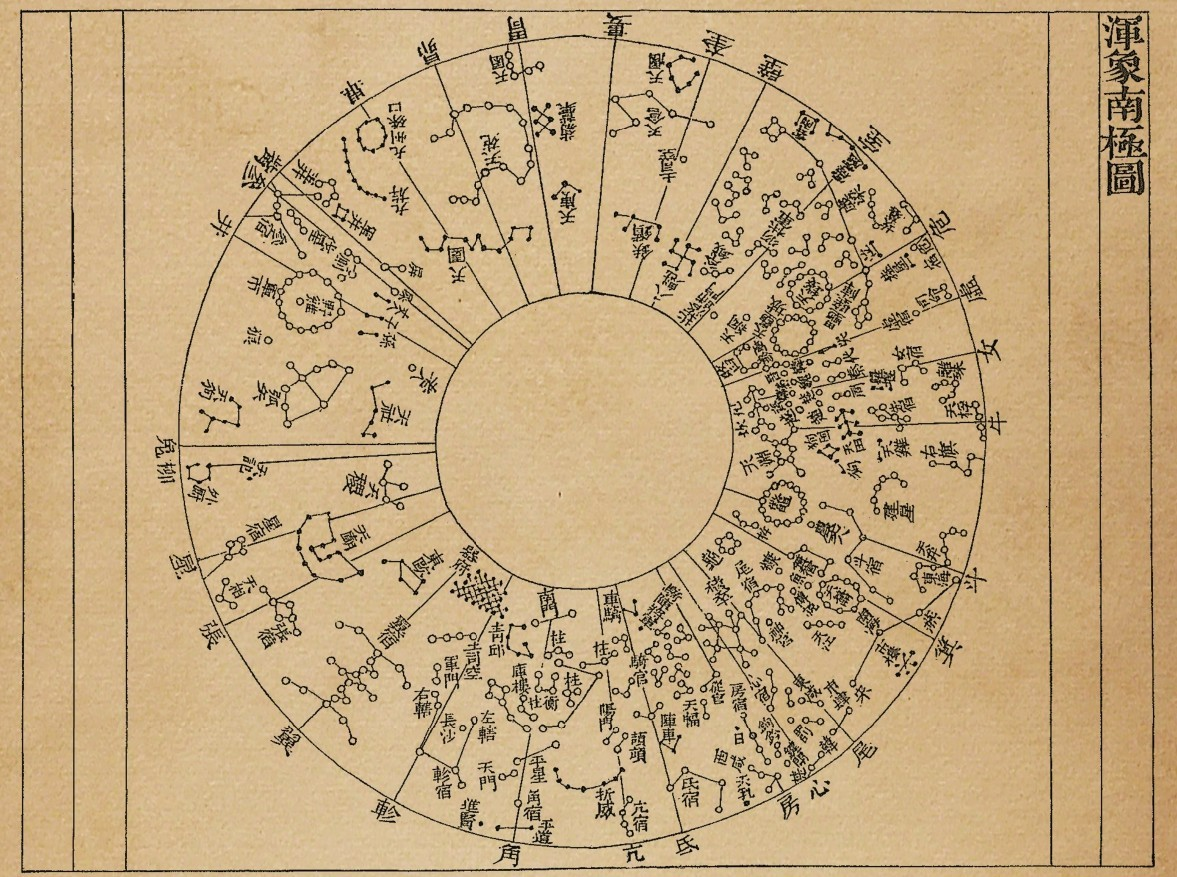
خارطة نجوم صينية لـ سو سونغ (1020–1101)
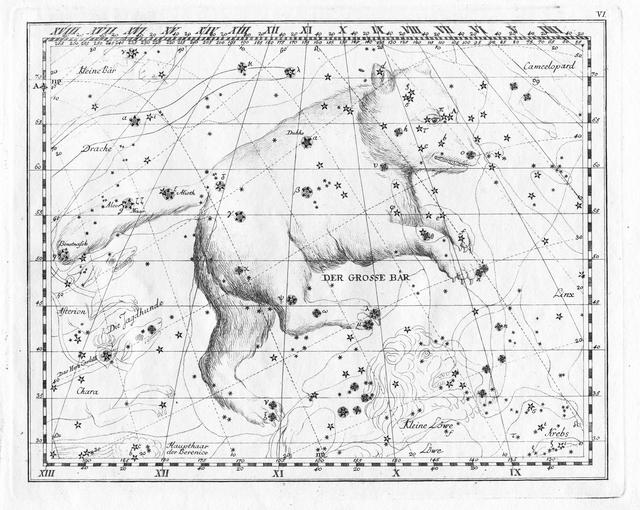
أحدى لوحات J. E. Bode من عام 1782, (تمثيل النجوم على 34 لوحة)
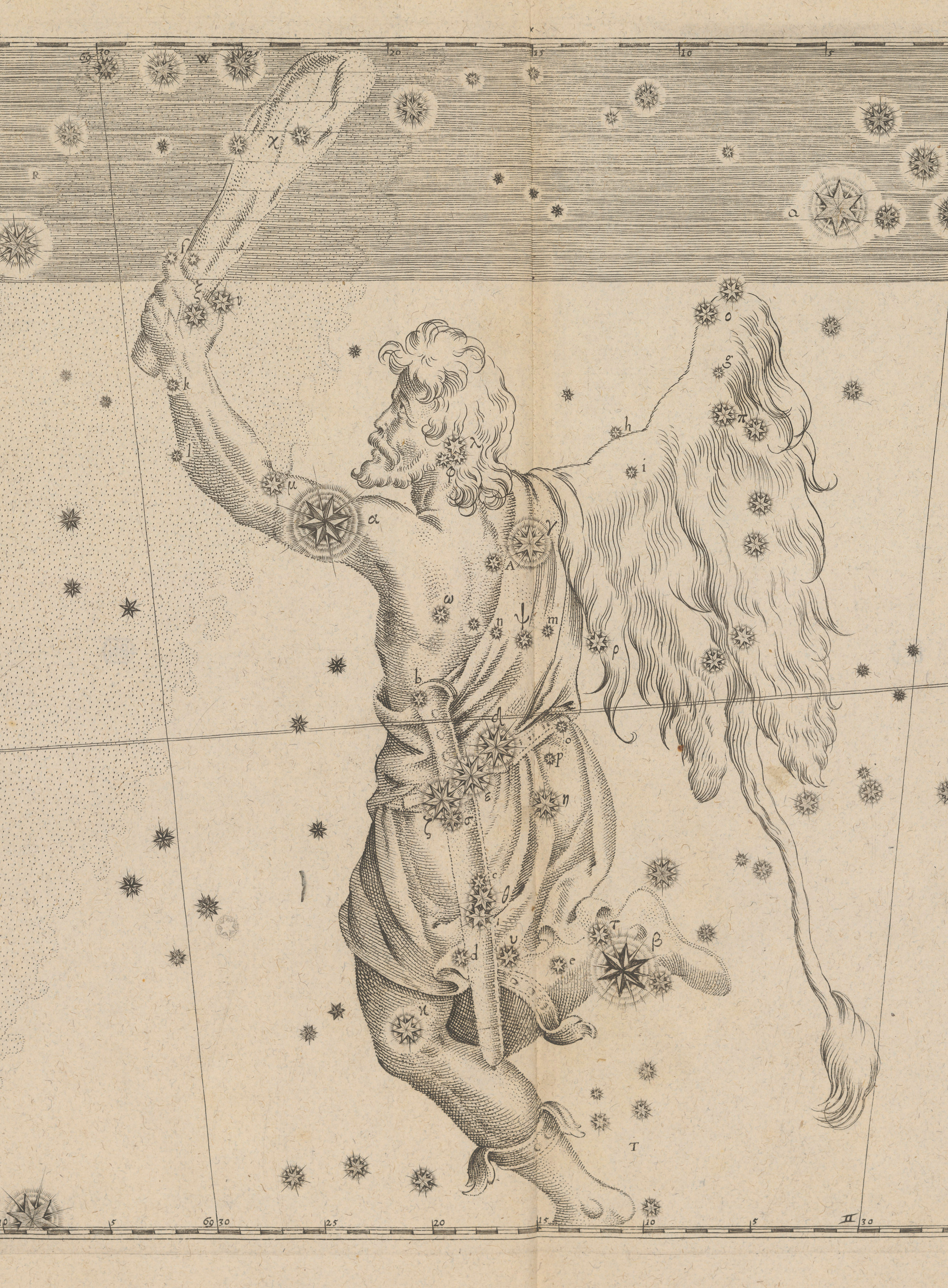
كوكبة الجبار من أطلس النجوم ل"باير".
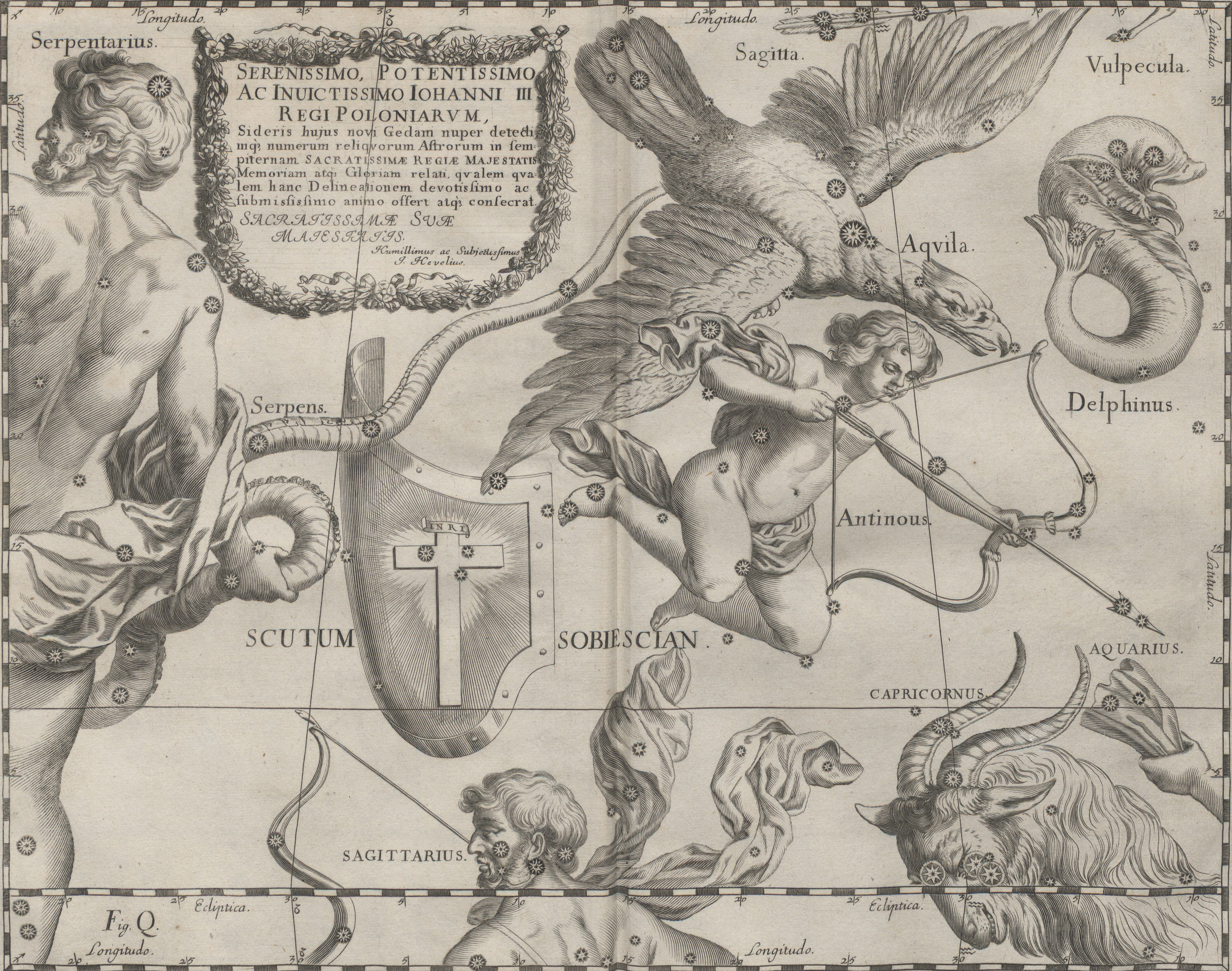
Hevelius – من أطلس Uranographia 1690
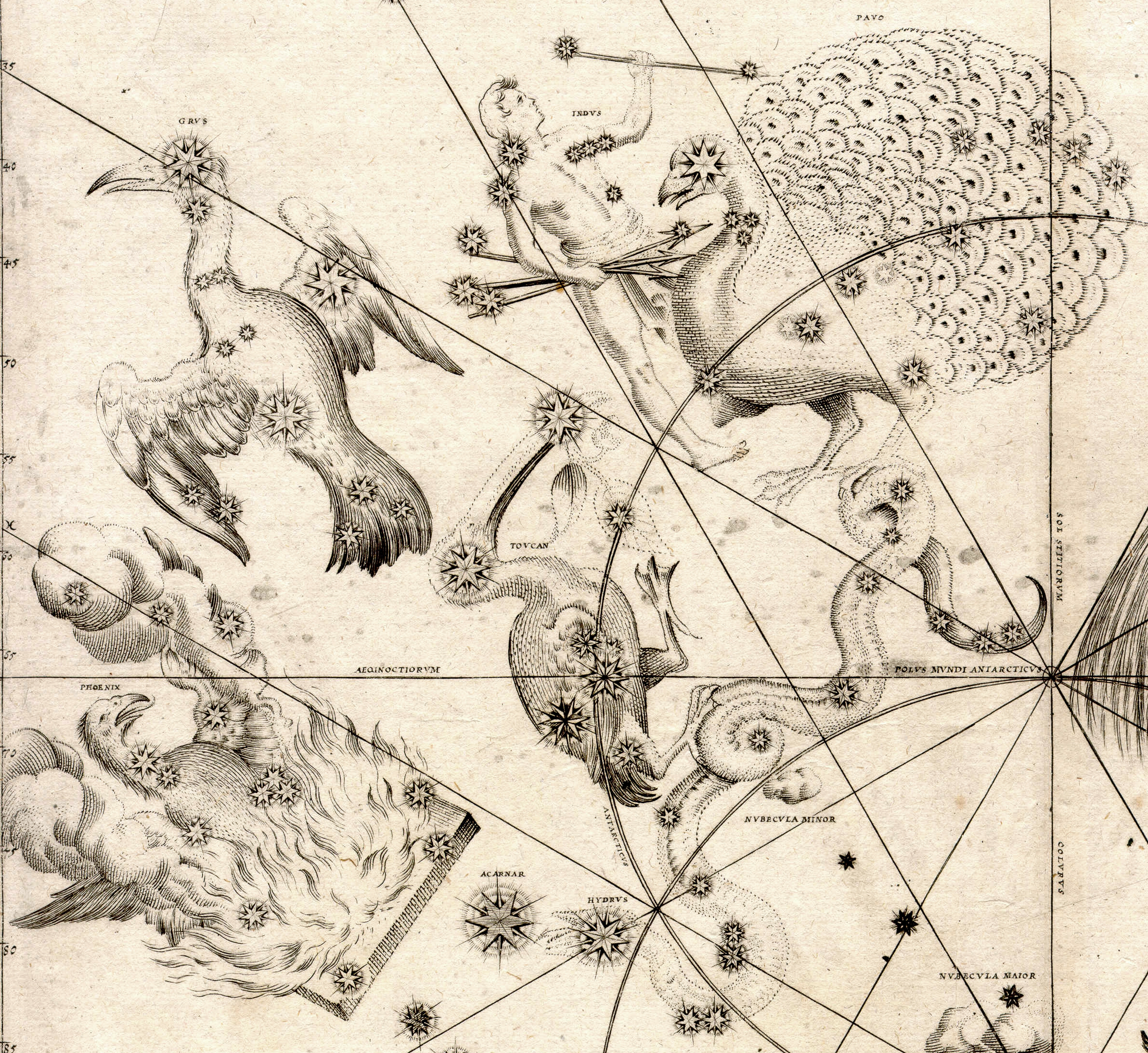
لوحة نجوم "الطيور الجنوبية " من أطلس Uranometria 1603

## اقرأ أيضاً
- سماء الربيع
- سماء الشتاء
- سماء الصيف
- علم الفلك
- قائمة الفهارس الفلكية
- فهرس فلكي